# José Garrido (torero)
José Manuel Garrido Santos popularmente conocido como José Garrido (Badajoz 18 de noviembre de 1993) es un torero español.
Alumno de la escuela taurina de Badajoz. 

## Biografía
Debuta en público en el año 2009, en Oliva de la Frontera (Badajoz), cortando 2 orejas y rabo. 
Debutó con picadores el 3 de marzo de 2013 en Olivenza, con novillos de El Freixo, cortando tres orejas esa tarde.[cita requerida]
Garrido llevó a cabo una gran temporada y, finalizó el año como líder del escalafón de novilleros en 2013 por el número de festejos toreados, veintiséis en total. Salió a hombros en veinte ocasiones. Además, indultó dos novillos, uno en Arganda del Rey y otro en Sopuerta. Obtuvo éxitos en Badajoz, donde cortó ocho orejas, repartidas en dos tardes, y abrió la puerta grande de Gijón, Mont-de-Marsan o Algemesí, durante su feria de novilladas.[cita requerida]
Hasta octubre de 2016 lo apoderaron Raúl García El Tato y Antonio Ferrera. A partir de ese año lo apoderó la empresa Lances de Futuro con José María Garzón al frente hasta la temporada 2019.
Actualmente lo apoderan Luis Garzón y Gerardo Roa.[cita requerida]

## Carrera profesional
Su familia ha tenido gran afición y a él desde muy chico le comenzó a entrar el gusanillo, desde bien pequeño iba a los tentaderos y les deba algunos pases.
Debutó en público en 2009 en Oliva de la Frontera.
Debutó con picadores en la Plaza de toros de Olivenza el 3 de marzo del 2013 junto a Miguel Ángel Silva, Posada de Maravillas y Lama de Góngora con novillos de El Freixo.
En 2014 salió por la puerta grande en Sevilla. 
Se presentó en Las Ventas el 1 de mayo del 2014 acartelado junto a Juan José Bellido "Chocolate" y Lama de Gongora con novillos de Fuente Rey y Julio García. Cortando 1 oreja. 
En 2014 se encerró de novillero con 6 novillos en la plaza de toros de Bilbao. 
Tomo la alternativa en la Real Maestranza de Sevilla el 22 de abril de 2015 con Enrique Ponce como padrino y Sebastián Castella de testigo. El toro de la alternativa fue "Fariseo", negro, de 505kg, de la ganadería de Don Juan Pedro Domecq. 
Confirmó su alternativa en Madrid el 20 de mayo de 2016 compartiendo cartel con Julián López El Juli y Sebastián Castella con toros de Alcurrucen.
Su confirmación en Francia llegó el 14 de mayo de 2016, en la plaza de toros de Nimes. Con Enrique Ponce y Juan Bautista, ante un encierro de Torrealta.[cita requerida]